# 市之倉さかづき美術館
市之倉さかづき美術館（いちのくらさかづきびじゅつかん）は、岐阜県多治見市市之倉町にある盃および美濃焼に関する美術館である。協同組合陶の里いちのくらが管理運営を行っている。
美濃焼の産地である市之倉の主産品である盃をテーマとし、幕末から昭和にかけて製造された盃の展示ならびに京都などで製造された盃の展示、8人の地元出身の人間国宝・巨匠などの作品も展示している。
また作家作品を多数扱うミュージアムショップ、ギャラリー、作陶体験施設、レストランが併設されている。
岐阜県まちかど美術館・博物館に登録されている。

## 施設
- 巨匠館 - 地元出身の人間国宝・巨匠などの作品を展示。以下作品者名（50音順）。
  - 荒川豊蔵（多治見市）
  - 加藤孝造（瑞浪市）
  - 加藤幸兵衛（多治見市）
  - 加藤卓男（多治見市）
  - 加藤唐九郎（瀬戸市）
  - 加藤土師萌（瀬戸市）
  - 鈴木蔵（土岐市）
  - 塚本快示（土岐市）
- さかづき展示室
- 世界の酒器展示室
- 石川九楊の盃千字文
- 市之倉の名工展示室
- ミュージアムショップ
- ギャラリー宙
- レストラン - 石窯ピッツァ ムーン
- 幸兵衛窯作陶館

## 概要
- 開館時間：10:00～17:00（入館は16:30まで）
- 休館日：毎週火曜日（火曜日が祝日の場合はその翌日）、年末年始
- 入館料：一般400円、 大学生・高校生200円、中学生以下無料

（団体20名以上は一律100円引）
- 駐車場：普通車78台、身障者用2台、バス3台

## アクセス
- 多治見駅より東鉄バス（下半田川行）で約15分。「市之倉」下車。
- 東海環状自動車道 せと品野インターチェンジより車で約10分。